# Царскосельская (станция МОЖД)
Царскосельская — станция Малой Октябрьской железной дороги. Была открыта совместно с южной трассой МОЖД в 2011 году. Ближайшая станция Разъезд Юный.

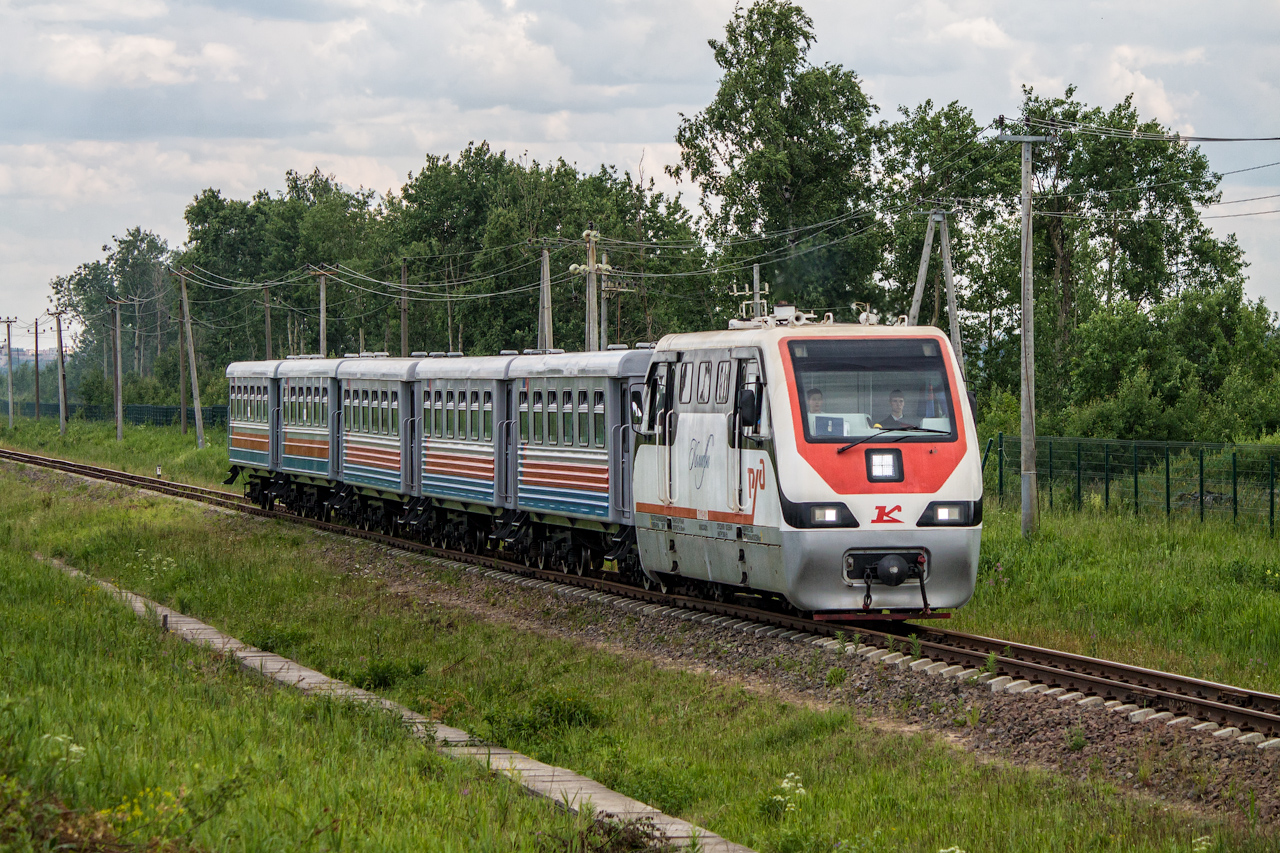
Тепловоз ТУ10 на перегоне Царскосельская-рзд. Юный.

На станции имеется 2 пути и 2 платформы с «вытяжкой» для оборота локомотива. Имеется вокзал (в нём — буфет, касса, туалеты, охрана, мастерская СЦБ, помещение дежурных, релейная, зал ожидания для пассажиров).

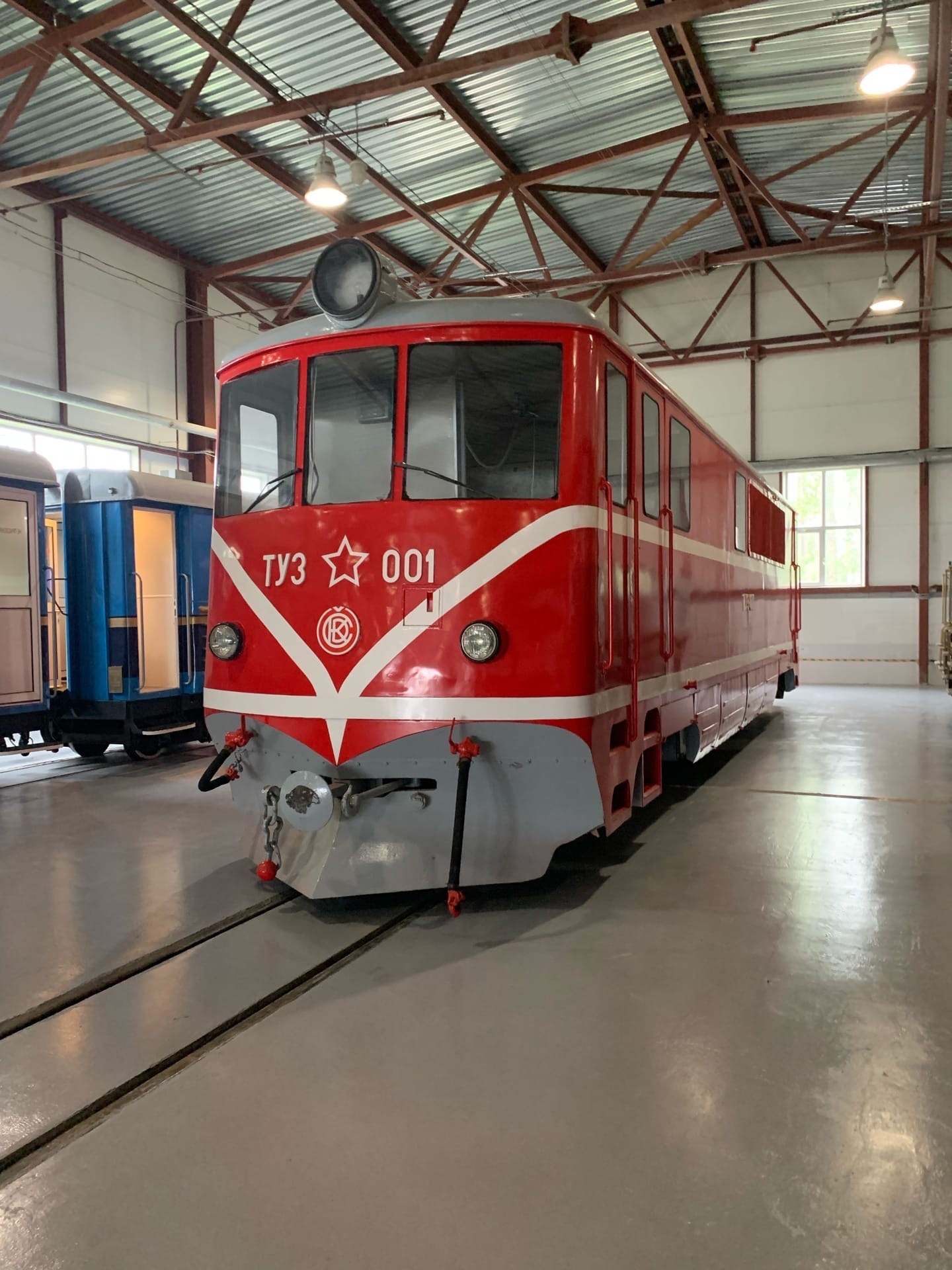
Тепловоз ТУ3-001 в депо на станции Царскосельская

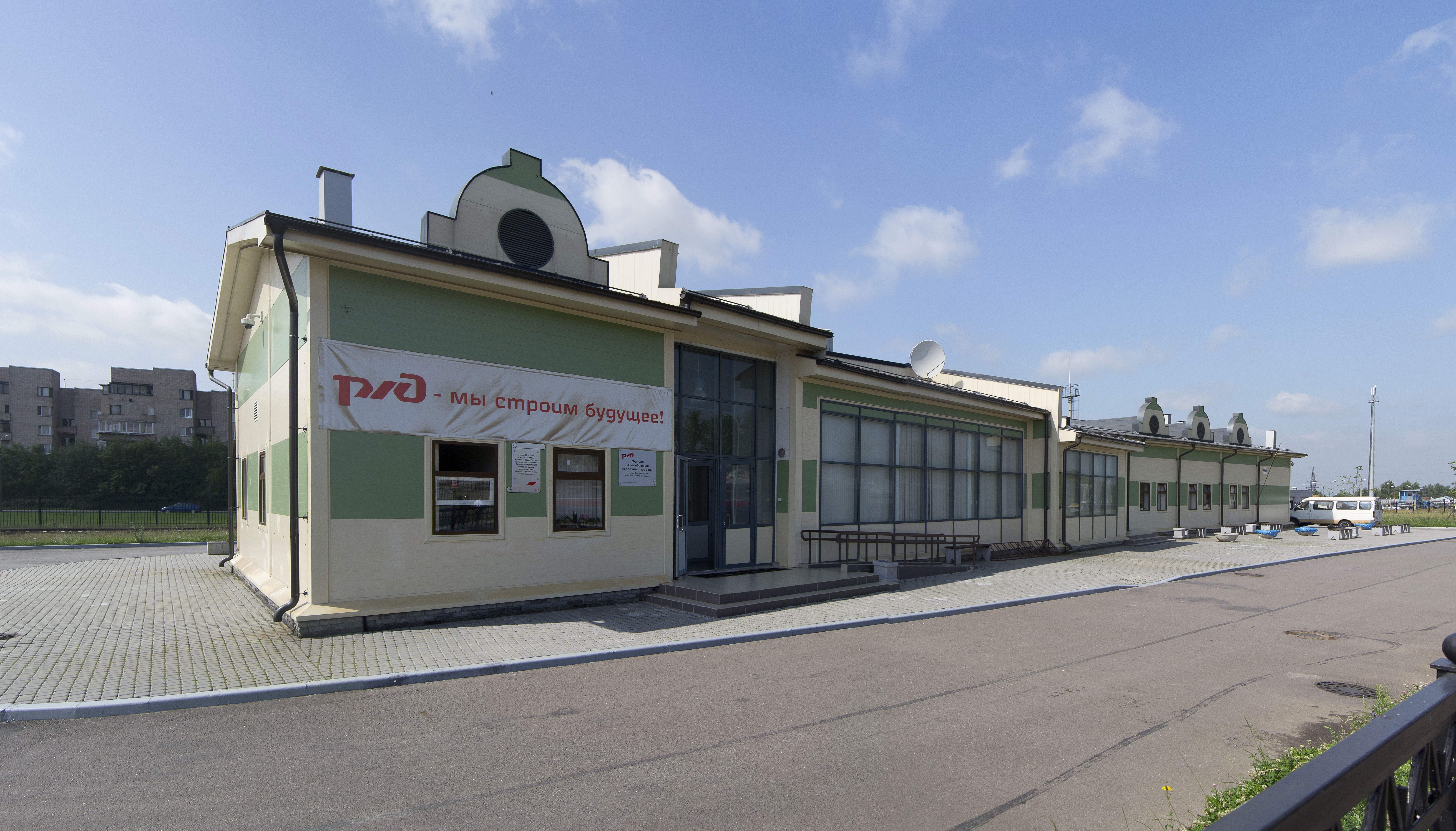
Вокзал станции Царскосельская

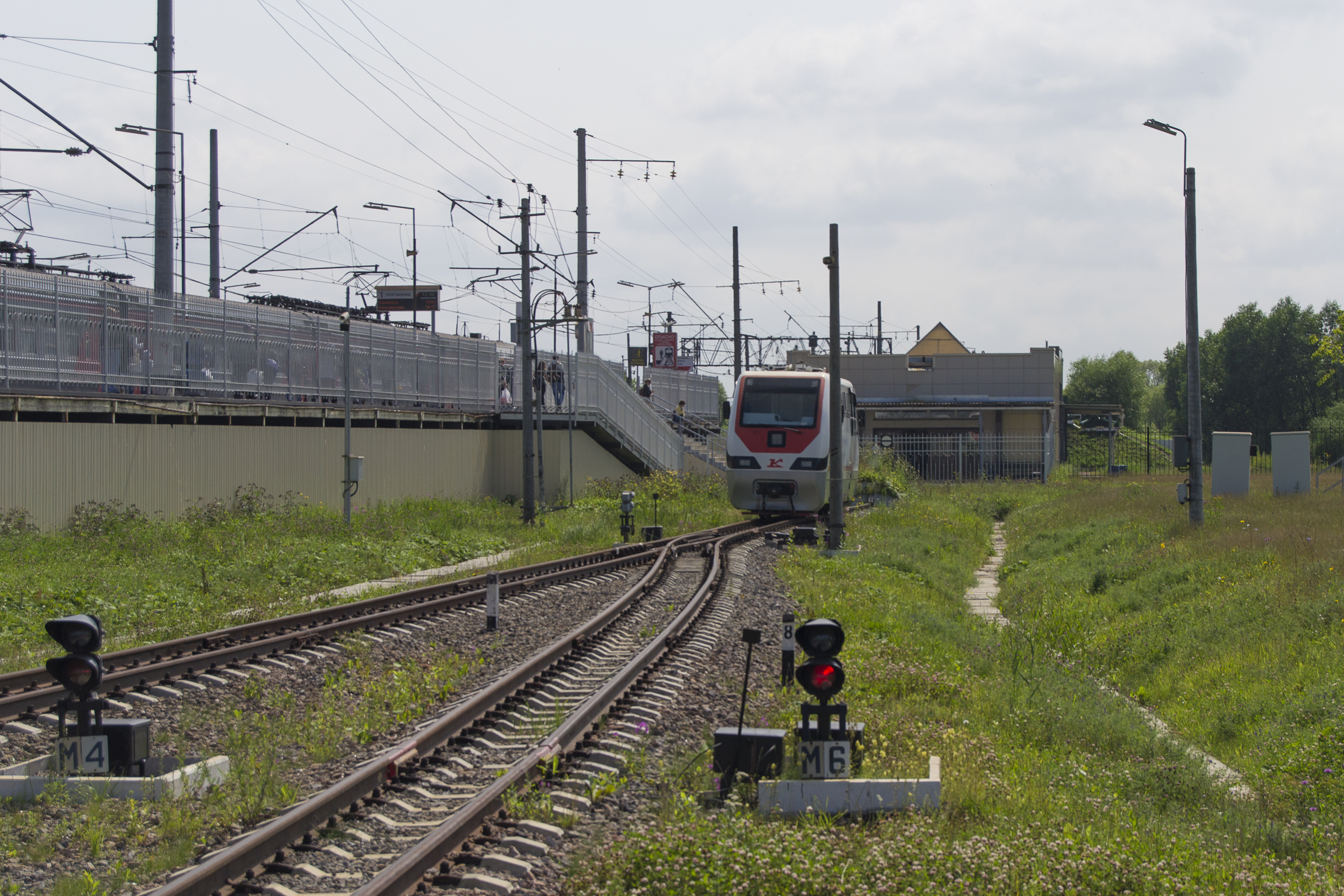
«Вытяжка» на станции Царскосельская

Стоянка поездов около 15-20 минут. Посадка в вагоны начинается за 10 минут до отправления поезда. Во время стоянки производится маневровая работа. Трассу обслуживают тепловозы ТУ10-001, ТУ10-030, ТУ7А-2866, паровоз КП4-447 и тепловоз ТУ2-167 с вагонами «Сказка» (5 вагонов) и «Колибри» (5 вагонов).
За вокзалом находится депо (ТЧ и ВЧД) для вагонов и локомотивов, в котором хранятся тепловоз ТУ2-060 и ТУ3-001, а также старые вагоны ПВ40 «Сказка» отстранённые от эксплуатации, в данный момент в вагонах располагаются экспонаты "Музея истории детских железных дорог".

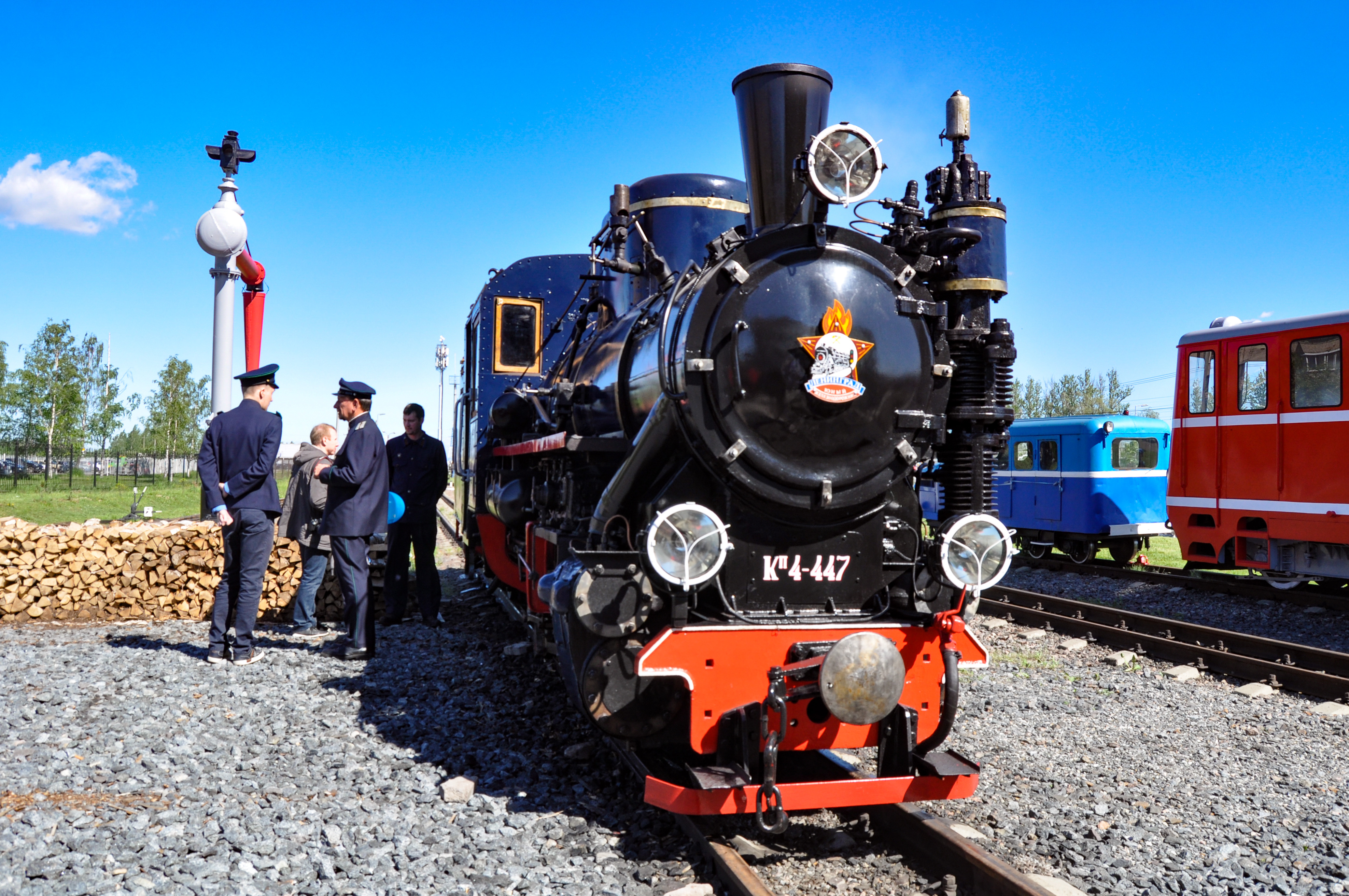
Паровоз Кп4-447 на деповских путях станции Царскосельская